# Archiwum Nauki PAN i PAU w Krakowie
Archiwum Nauki Polskiej Akademii Nauk i Polskiej Akademii Umiejętności w Krakowie – specjalistyczne, sprofilowane archiwum w Krakowie przy ulicy św. Jana 26 mające na celu gromadzenie, opracowywanie, udostępnianie oraz publikowanie źródeł do historii nauki i kultury.

## Historia
Archiwum rozpoczęło działalność 1 kwietnia 2002 dzięki współpracy Polskiej Akademii Nauk oraz Polskiej Akademii Umiejętności. Zbiory i wyposażenie zlikwidowanego Oddziału Archiwum Polskiej Akademii Nauk w Krakowie zostały przekazane nowej placówce przez Archiwum Polskiej Akademii Nauk. Polska Akademia Umiejętności przekazała w zarząd Archiwum Nauki PAN i PAU zasób archiwalny, zbiory biblioteczne i majątek trwały Archiwum Polskiej Akademii Umiejętności, reaktywowanego w 1993.

## Organizacja
Archiwum Nauki PAN i PAU jako pomocnicza jednostka naukowa obu Akademii działa zgodnie z porozumieniem z 3 kwietnia 2002 w sprawie zasad finansowego i organizacyjnego udziału Polskiej Akademii Nauk oraz Polskiej Akademii Umiejętności w jej utrzymaniu.
Archiwum działa w oparciu o statut z 9 czerwca 2016 nadany przez prezesów Polskiej Akademii Nauk i Polskiej Akademii Umiejętności. Nadzór nad działalnością sprawuje z upoważnienia Prezesa PAN oraz Prezesa PAU – Prezes Oddziału Polskiej Akademii Nauk w Krakowie. Placówka ma charakter jednostki samodzielnej z własnym dyrektorem i Radą Naukową. Rada Naukowa składa się z dwunastu osób, w tym pięciu członków desygnowanych przez Prezydium Oddziału PAN w Krakowie i pięciu desygnowanych przez Zarząd PAU, dyrektora oraz przedstawiciela zespołu pracowników Archiwum.
Do zadań statutowych Archiwum Nauki PAN i PAU należy:
- gromadzenie, przechowywanie i zabezpieczanie, ewidencjonowanie oraz opracowywanie, a także udostępnianie materiałów archiwalnych jednostek organizacyjnych PAN działających na obszarze Oddziału PAN w Krakowie, materiałów archiwalnych Polskiej Akademii Umiejętności, stowarzyszeń i instytucji naukowych oraz archiwów osobistych (spuścizn) ludzi nauki i kultury;
- kształtowanie narastającego zasobu archiwalnego PAN i PAU;
- prowadzenie działalności naukowej, wydawniczej, a także informacyjnej o Archiwum Nauki oraz popularyzacja jego zasobu i osiągnięć[1].

Archiwum Nauki popularyzuje swoje materiały poprzez prowadzenie systematycznej działalności wystawienniczej i wydawniczej, najczęściej we współpracy z PAN i PAU oraz innymi instytucjami. W 1994 dzięki funduszom pozyskanym z Fundacji na Rzecz Nauki Polskiej została wydzielona dla celów ekspozycyjnych sala wystawowa. Sala jest wyposażona w gabloty zakupione przez Polską Akademię Umiejętności. Ekspozycjom towarzyszą foldery, katalogi oraz okolicznościowe publikacje. Organizowane są również pokazy, konferencje naukowe, warsztaty oraz wernisaże organizowanych wystaw.
Coroczne sprawozdania z działalności Archiwum Nauki PAN i PAU publikowane są również na łamach Rocznika PAU.

## Zasób
Zasób Archiwum stanowią materiały archiwalne należące do państwowego zasobu archiwalnego, zgodnie z dokumentem powierzenia z 6 marca 2002 wydanego Polskiej Akademii Nauk przez Naczelnego Dyrektora Archiwów Państwowych oraz należące do niepaństwowego zasobu archiwalnego, stanowiące własność Polskiej Akademii Umiejętności. Prowadzona jest odrębna ewidencja dla państwowego i niepaństwowego zasobu archiwalnego.
Przechowywany w Archiwum zasób podzielony jest na trzy części:
- dział I - akta towarzystw naukowych (w tym zespoły akt Towarzystwa Naukowego Krakowskiego i Polskiej Akademii Umiejętności z lat 1815-1952),
- dział II - akta Oddziału PAN w Krakowie i placówek PAN z siedzibą w Krakowie,
- dział III - archiwa osobiste ludzi nauki i kultury (m.in. spuścizny Karoliny Lanckorońskiej, Władysława Konopczyńskiego, Walerego Goetla, Wacława Felczaka, Wojciecha Narębskiego, Władysława Kotwicza, Stanisława Kutrzeby, Konstantego Grzybowskiego, Stanisława Grzybowskiego, Jana Grzegorzewskiego, Tadeusza Kowalskiego, Wincentego Lutosławskiego, Izydory Dąmbskiej, Adama Vetulaniego, Jana Mariana Włodka, Mieczysława Radwana czy Mariana Mięsowicza)[4][5].

Stan zasobu Archiwum Nauki PAN i PAU na 31 grudnia 2019 roku wyniósł 1687,89 mb dokumentacji aktowej i pozaaktowej. Zbiory rozmieszczone są w sześciu klimatyzowanych magazynach archiwalnych. Odpowiednie warunki przechowywania zostały stworzone dzięki funduszom uzyskanym z Fundacji na Rzecz Nauki Polskiej i Polskiej Akademii Umiejętności.
Ponadto Archiwum posiada zbiór biblioteczny, księgozbiór Henryka Barycza, Bibliotekę Rozdolską Lanckorońskich (ofiarowaną Polskiej Akademii Umiejętności przez Karolinę Lanckorońską; pomieszczenie, w którym jest przechowywana, wyposażyła Fundacja Lanckorońskich).
Coroczne sprawozdania z działalności Archiwum Nauki PAN i PAU publikowane są również na łamach „Rocznika PAU”.

## Pracownicy

### Dyrektorzy
- Rita Majkowska[7]
- Adam Górski (2017–2020)
- Tomasz Pudłocki (2021–2023)[8]
- Adam Korczyński (od 2024)[9][10]

## Rada naukowa
W skład rady naukowej Archiwum Nauki PAN i PAU w Krakowie w kadencji 2022–2026 weszli: Wacław Uruszczak (przewodniczący), Piotr Borek (wiceprzewodniczący), Joanna Laskosz (sekretarz, przedstawicielka pracowników), Barbara Bilińska, Adam Korczyński (dyrektor archiwum), Wojciech Krawczuk, Rita Majkowska, Andrzej Mączyński, Janusz Pezda, Maria Stinia, Krzysztof Stopka i Józef Wołczański.